# Берлютино
Берлютино (укр. Берлютине) — посёлок в Корсунь-Шевченковском районе Черкасской области Украины.
Население по переписи 2001 года составляло 24 человека. Почтовый индекс — 19413. Телефонный код — 4735.

## Местный совет
19413, Черкасская обл., Корсунь-Шевченковский р-н, с. Моринцы